# 漁安苑道

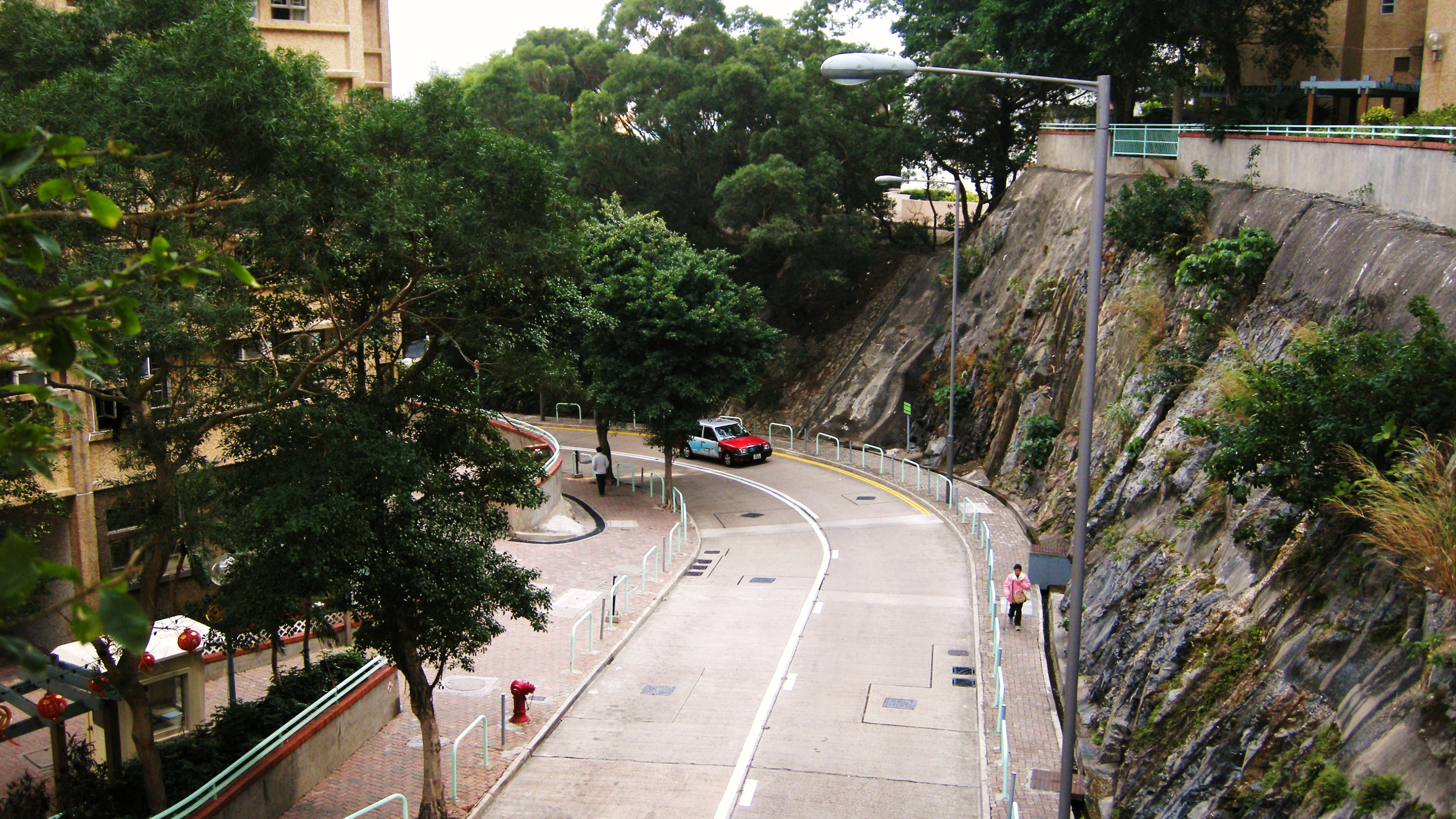
俯瞰漁安苑道

漁安苑道（英語：Yue On Court Road）位於玉桂山漁安苑內，服務該屋苑內居民。所有車輛到了道路的尾段都要利用狹窄的倒車區倒車，因此所有巴士都不會駛進本路。

## 主要建築物
轉右後
- 珊安閣
- 瑚安閣
- 通往噴水池廣場之行人天橋

轉左後
- 39C、39M小巴站
- 路拱

再轉左後
- 銀安閣
- 彩安閣
- 噴水池廣場
- 漁安苑停車場（前漁安苑辦事處）
- 漁安苑辦事處